# DDR-Mannschaftsmeisterschaft im Schach 1973
Bei der DDR-Mannschaftsmeisterschaft im Schach 1973 gewann der Titelverteidiger Schachgemeinschaft Leipzig zum vierten Mal in Folge die DDR-Mannschaftsmeisterschaft.
Gespielt wurde ein Rundenturnier, wobei jede Mannschaft gegen jede andere jeweils vier Mannschaftskämpfe an acht Brettern austrug. Insgesamt waren es 112 Mannschaftskämpfe, also 896 Partien.

## DDR-Mannschaftsmeisterschaft 1973

### Kreuztabelle der Sonderliga (Rangliste)
|   | Verein               | 1    | 2    | 3    | 4    | 5    | 6    | 7    | 8    | Punkte |
| - | -------------------- | ---- | ---- | ---- | ---- | ---- | ---- | ---- | ---- | ------ |
| 1 | SG Leipzig I         |      | 17,5 | 18,0 | 17,5 | 22,5 | 26,0 | 21,0 | 23,0 | 145,5  |
| 2 | Buna Halle           | 14,5 |      | 16,0 | 22,5 | 19,5 | 18,5 | 22,5 | 18,5 | 132,0  |
| 3 | AdW Berlin I         | 14,0 | 16,0 |      | 17,5 | 19,5 | 18,5 | 19,0 | 18,0 | 122,5  |
| 4 | Post Dresden         | 14,5 | 09,5 | 14,5 |      | 16,5 | 13,5 | 21,5 | 18,0 | 108,0  |
| 5 | SG Leipzig II        | 09,5 | 12,5 | 12,5 | 15,5 |      | 17,0 | 17,0 | 19,0 | 103,0  |
| 6 | AdW Berlin II        | 06,0 | 13,5 | 13,5 | 18,5 | 15,0 |      | 14,0 | 19,5 | 100,0  |
| 7 | Vorwärts Strausberg  | 11,0 | 09,5 | 13,0 | 10,5 | 15,0 | 18,0 |      | 18,5 | 095,5  |
| 8 | Wissenschaft Potsdam | 09,0 | 13,5 | 14,0 | 14,0 | 13,0 | 12,5 | 13,5 |      | 089,5  |

### Die Meistermannschaft
| 1.            | Schachgemeinschaft Leipzig                                                                                                   |
| Schachfiguren | Artur Hennings, Manfred Schöneberg, Rainer Knaak, Lothar Vogt, Manfred Böhnisch, Detlef Neukirch, Heinz Böhlig, Thomas Pähtz |

### Oberliga
| Platz | Verein              | Punkte |
| ----- | ------------------- | ------ |
| 01    | Chemie Lützkendorf  | 82,5   |
| 02    | Lok Dresden         | 78,5   |
| 03    | Lok Karl-Marx-Stadt | 78,0   |
| 04    | Lok Greiz           | 76,5   |
| 05    | Motor SO Magdeburg  | 74,5   |
| 06    | Buna Halle II       | 71,5   |
| 07    | Lok Leipzig Mitte   | 70,0   |
| 08    | Rotation Berlin     | 68,0   |
| 09    | Lok Rostock         | 68,0   |
| 10    | Post Dresden II     | 52,5   |

### DDR-Liga
| Platz | Verein                      | Punkte |
| ----- | --------------------------- | ------ |
| 01    | Lok Pankow                  | 91,0   |
| 02    | WBK 67 Halle-Neustadt       | 85,5   |
| 03    | Wissenschaft Potsdam II     | 83,0   |
| 04    | Lok Brandenburg             | 76,0   |
| 05    | Aufbau Börde Magdeburg      | 73,5   |
| 06    | Motor SO Magdeburg II       | 69,5   |
| 07    | Humboldt-Universität Berlin | 64,0   |
| 08    | Einheit Friesen Berlin      | 63,0   |
| 09    | Rotation Schwedt            | 61,0   |
| 10    | Lok Rostock II              | 53,5   |

| Platz | Verein                    | Punkte |
| ----- | ------------------------- | ------ |
| 01    | EVB/Motor West Erfurt     | 90,5   |
| 02    | SG Leipzig III            | 79,0   |
| 03    | Carl Zeiss Jena           | 77,5   |
| 04    | Motor Gohlis Nord Leipzig | 75,0   |
| 05    | Motor IFA Karl-Marx-Stadt | 73,5   |
| 06    | Lok Dresden II            | 73,0   |
| 07    | TH Chemie Merseburg       | 69,0   |
| 08    | Lok Leipzig Mitte II      | 68,0   |
| 09    | Wismut Schneeberg         | 64,5   |
| 10    | Lok Gera                  | 52,0   |

### Aufstiegsspiele zur DDR-Liga
| Platz | Verein              | Punkte |
| ----- | ------------------- | ------ |
| 1     | SGS Wolgast         | 29,0   |
| 2     | Veritas Wittenberge | 24,0   |
| 3     | Motor Falkensee     | 22,5   |
| 4     | Lok Waren-Rethwisch | 20,5   |

| Platz | Verein                 | Punkte |
| ----- | ---------------------- | ------ |
| 1     | Vorwärts Strausberg II | 32,5   |
| 2     | Motor Görlitz          | 28,5   |
| 3     | Rotation Berlin II     | 21,5   |
| 4     | Lok Frankfurt          | 13,5   |

| Platz | Verein                       | Punkte |
| ----- | ---------------------------- | ------ |
| 1     | Aktivist Zentronik Oelsnitz  | 28,5   |
| 2     | HSG TH Magdeburg             | 27,0   |
| 3     | Fortschritt Gera-Liebschwitz | 23,0   |
| 4     | Post Dresden III             | 17,5   |

| Platz | Verein                 | Punkte |
| ----- | ---------------------- | ------ |
| 1     | Buna Halle III         | 30,0   |
| 2     | Fortschritt Mühlhausen | 26,0   |
| 3     | Motor Leipzig-Lindenau | 25,5   |
| 4     | Motor Suhl             | 14,5   |

## DDR-Mannschaftsmeisterschaft der Frauen 1973

### Oberliga
| Platz | Verein                       | Punkte |
| ----- | ---------------------------- | ------ |
| 1     | Buna Halle                   | 65,0   |
| 2     | Motor Weimar                 | 48,0   |
| 3     | Motor Leipzig Lindenau       | 44,5   |
| 4     | Lok Dresden                  | 42,0   |
| 5     | AdW Berlin                   | 38,0   |
| 6     | Wissenschaft / Empor Potsdam | 36,0   |
| 7     | Buna Halle II                | 30,5   |
| 8     | Lok Karl-Marx-Stadt          | 27,0   |

Lok Dresden wurden wegen eines Verstoßes gegen die Wettkampfordnung vier Punkte abgezogen. Dadurch verlor die Mannschaft den sportlich errungenen dritten Platz.

### DDR-Liga
| Platz | Verein                    | Punkte |
| ----- | ------------------------- | ------ |
| 1     | Buna Halle III            | 48,0   |
| 2     | TH/MSO Magdeburg          | 42,5   |
| 3     | TSG Wittenberg            | 48,0   |
| 4     | Einheit Schwerin          | 39,0   |
| 5     | TSG Gröditz               | 28,5   |
| 6     | Schifffahrt/Hafen Rostock | 27,5   |
| 7     | AdW Berlin II             | 24,5   |

| Platz | Verein                    | Punkte |
| ----- | ------------------------- | ------ |
| 1     | Motor Weimar II           | 56,0   |
| 2     | Lok Naumburg              | 54,5   |
| 3     | Wismut Aue                | 52,5   |
| 4     | Einheit Pädagogik Halle   | 41,0   |
| 5     | Post Sebnitz              | 38,5   |
| 6     | SG Beerberg               | 36,0   |
| 7     | Motor Leipzig-Lindenau II | 27,0   |
| 8     | Lok Greiz                 | 27,0   |

Die Aufsteiger zur Oberliga wurden erneut in Überkreuzvergleichen ermittelt. Diesmal setzten sich in beiden Duellen die Staffelzweiten durch.
- TH/MSO Magdeburg – Motor Weimar II 7 : 5
- Lok Naumburg – Buna Halle III 6½ : 5½

## Jugendmeisterschaften
| Altersklasse | männlich        | weiblich   |
| ------------ | --------------- | ---------- |
| Schüler      | Rotation Berlin | Lok Halle  |
| Jugend       | Buna Halle      | Buna Halle |